# Henri Gruson
Pour les articles homonymes, voir Gruson (homonymie).
Henri François Joseph Gruson (Lille, 24 avril 1841 - Lille, 21 décembre 1908) est un ingénieur des ponts et chaussées, spécialiste d'hydraulique et directeur de l'Institut industriel du Nord (École centrale de Lille) de 1892 à 1908.

## Biographie

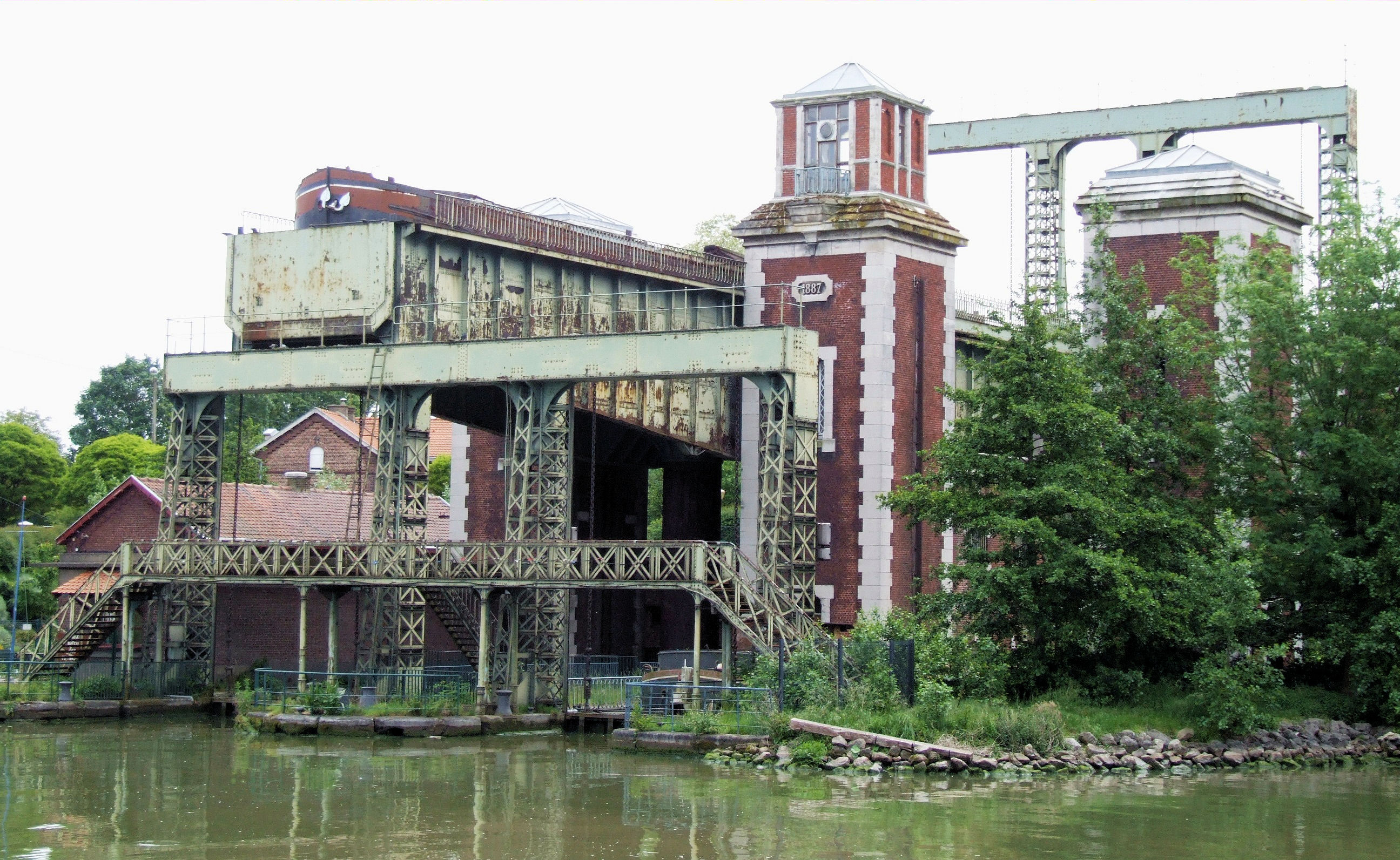
Ascenseur à bateaux des Fontinettes (1888)

Etudiant orphelin , de condition modeste, il est boursier à l'École polytechnique. Ingénieur du Corps des ponts et chaussées, il contribue à plusieurs ouvrages hydrauliques du nord de la France, tels que l'ascenseur à bateaux des Fontinettes et le canal de Lens à la Deûle. Il coopère avec la Société française de constructions mécaniques (établissements Cail).
Successeur d'Alfred Soubeiran, il est directeur de l'Institut industriel du Nord du 25 juin 1892 jusqu'à son décès accidentel en gare de Lille en décembre 1908. Avec Clément Codron, il y développe le premier laboratoire d'essais mécaniques de France, aux bénéfices d'entreprises régionales, ce qui permet à l'Institut industriel du Nord d'obtenir une médaille d'or à l'Exposition universelle de Paris de 1889.